# 533
| 533                |
| ------------------ |
| Dødsfald - Fødsler |
|                    |

| Gregoriansk kalender | 533 DXXXIII             |
| Ab urbe condita      | 1286                    |
| Armensk kalender     | I/T                     |
| Kinesiske kalender   | 3229 – 3230 壬子 – 癸丑 |
| Etiopisk kalender    | 525 – 526               |
| Jødisk kalender      | 4293 – 4294             |
| Hindukalendere       |                         |
| - Vikram Samvat      | 588 – 589               |
| - Shaka Samvat       | 455 – 456               |
| - Kali Yuga          | 3634 – 3635             |
| Iransk kalender      | 89 BP – 88 BP           |
| Islamisk kalender    | 92 BH – 91 BH           |

## Begivenheder
- Østromerske rige generobrer Nordafrika fra vandalerne.

## Dødsfald
- Hilderik, vandalsk konge.

- Wikimedia Commons har flere filer relateret til 533

| År | Spire Denne artikel om et år, årti, århundrede eller årtusinde er en spire som bør udbygges. Du er velkommen til at hjælpe Wikipedia ved at udvide den. |